# Snješko Cerin
Snježan „Snješko“ Cerin (* 19. Januar 1955 in Zagreb) ist ein ehemaliger jugoslawischer Fußballspieler.

## Karriere
Cerin wechselte im Januar 1976 vom NK Trnje Zagreb zum NK Zagreb. Zur Saison 1976/77 schloss er sich Dinamo Zagreb an. In der Saison 1981/82 wurde er mit Dinamo Meister der Prva Liga und wurde zudem mit 19 Treffern Torschützenkönig der jugoslawischen Liga.
Nach zehn Spielzeiten bei Dinamo wechselte er zur Saison 1986/87 nach Österreich zum SK Austria Klagenfurt. Für die Kärntner kam er zu 14 Einsätzen in der 1. Division, in denen er ein Tor erzielte. Nach einem halben Jahr im Ausland kehrte er wieder nach Jugoslawien zurück und schloss sich dem ONK Novi Zagreb an, bei dem er später auch seine Karriere beendete.